# Макнайт, Стивен
Стивен Макнайт (Steven McKnight; род. 1949) — американский биохимик, исследователь регуляторных путей генов. Доктор философии (1977), член Национальных Академии наук (1992) и Медицинской академии США, профессор (с 1995) и более двух десятилетий заведующий кафедрой биохимии UT Southwestern.
Являлся исследователем Медицинского института Говарда Хьюза (с 1988 года).
В 1990-х его группа открыла EPAS1.
Окончил Техасский университет в Остине (бакалавр биологии, 1974). Степень доктора философии по биологии получил в Виргинском университете в 1977 году. С 1983 года в штате Института Карнеги в Вашингтоне, перед чем являлся там постдоком у Дональда Брауна (Donald D. Brown). С 1988 года исследователь Медицинского института Говарда Хьюза. В 1991 году прервал свою академическую карьеру, став сооснователем биотехнологической компании Tularik в Сан-Франциско (входил в состав её совета директоров с того момента — и до её приобретения Amgen в 2004 году). В 1995 году перешел оттуда в UT Southwestern, где на следующий год стал заведующим кафедрой биохимии. Член Американской академии искусств и наук (1992). Публиковался в Science, Nature и PNAS.

## Награды и отличия
- Newcomb Cleveland Prize[англ.] (1988)
- Eli Lilly and Company-Elanco Research Award[нем.] (1989)
- NAS Award in Molecular Biology[англ.] (1991)
- National Institutes of Health Director's Pioneer Award[англ.] (2004)
- Премия Уайли (2014)
- Welch Award in Chemistry[англ.] (2020)[7]